# Ernst Loof
Pour les articles homonymes, voir Loof.
Pas d'image ? Cliquez ici
Ernst Loof est un pilote  et ingénieur automobile allemand, né le 4 juillet 1907 à Neindorf, Allemagne, et mort le 3 mars 1956 à Bonn, Allemagne. 

## Biographie
Il est l'un des ingénieurs responsable de la conception de la BMW 328 dans les années 1930. Le 2 août 1953 en Allemagne, il participe à son seul Grand Prix du championnat du Monde de Formule 1, mais il abandonne à la suite d'une  défaillance de la pompe à carburant et ne marque aucun point au championnat.
Loof est aussi un pilote moto célèbre et designer, qui a marqué de nombreux succès dans l'avant-guerre pour Imperia de Bad Godesberg et pour BMW. Plus tard, il devint l'un des fondateurs de la société Veritas, qui remporte quelques succès en Formule 2 juste après la guerre. Veritas construit également des voitures de sport, pour la plupart équipée d'un moteur BMW. Sa participation en Formule 1 se fit sur une Veritas qu'il avait lui-même dessiné. Il meurt en 1956 d'une tumeur au cerveau inopérable.

## Résultats en championnat du monde de Formule 1
| Saisons | Écurie | Châssis        | Moteurs            | 1   | 2   | 3   | 4   | 5   | 6   | 7   | 8   | 9   | Points inscrits | Classement |
| ------- | ------ | -------------- | ------------------ | --- | --- | --- | --- | --- | --- | --- | --- | --- | --------------- | ---------- |
| 1953    | Privée | Veritas Meteor | Veritas Straight-6 | ARG | IND | P-B | BEL | FRA | GBR | ALL | SUI | ITA | 0               | Non classé |
| 1953    | Privée | Veritas Meteor | Veritas Straight-6 |     |     | Abd |     |     |     |     |     |     | 0               | Non classé |